# Мулдак-тау
Мулдак-тау (баш. Мулдактау, от назв. озера Мулдаҡ и тау — гора), на картах — Мулдактау, у местного населения — Шишка — гора на Южном Урале. Административно находится в Абзелиловском районе Башкортостана. Рядом расположено озеро Мулдаккуль, протекает река Могак.
Селение Озёрное находится в 1 км.
Гора известна как бывшее место нахождения ракетной части ЗРД-н «Тумба» в/ч 04671. Гора частично трансформирована.

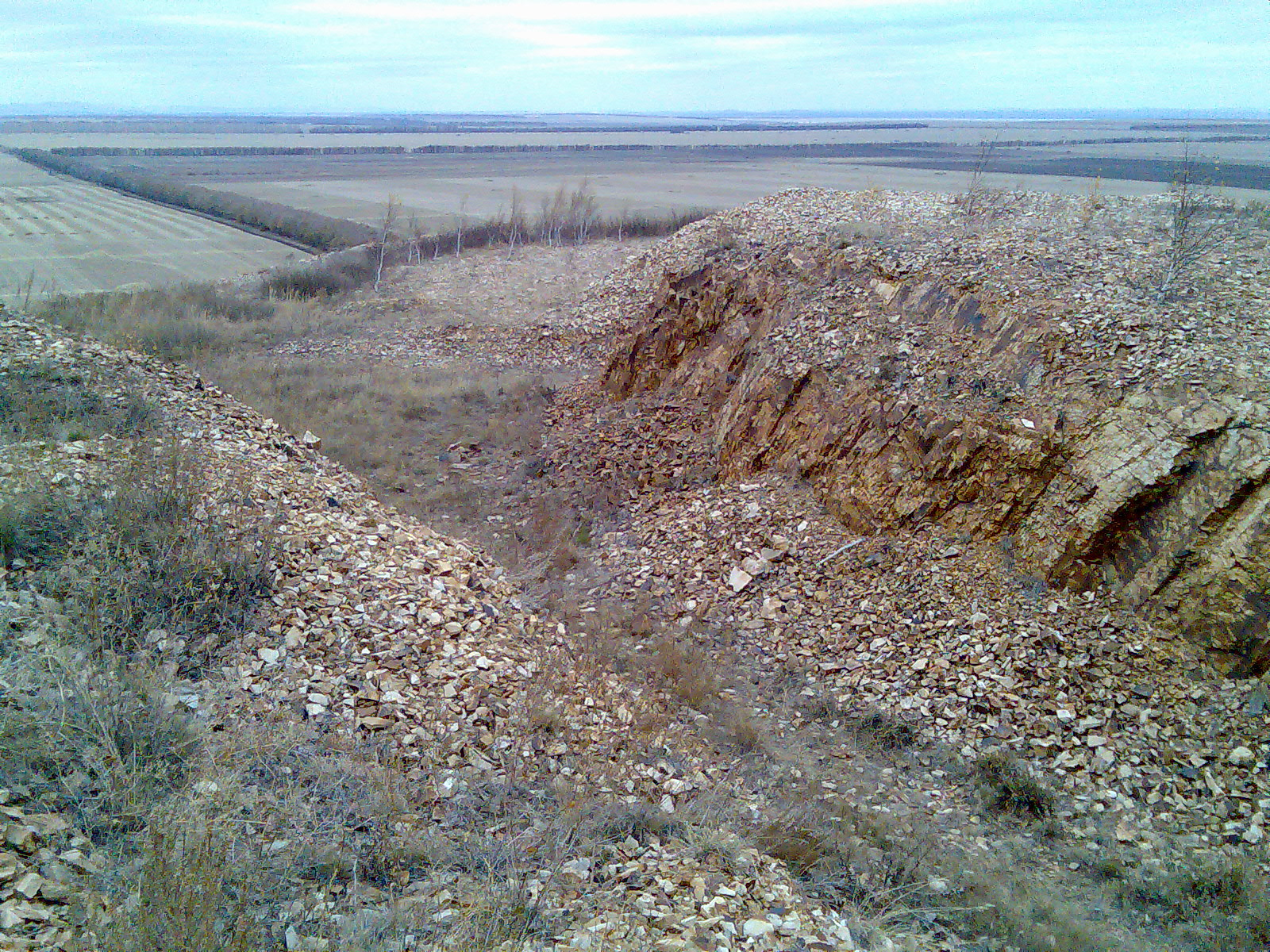
Карьер на горе Мулдак-тау